# Gunnar Klintberg (regissör)

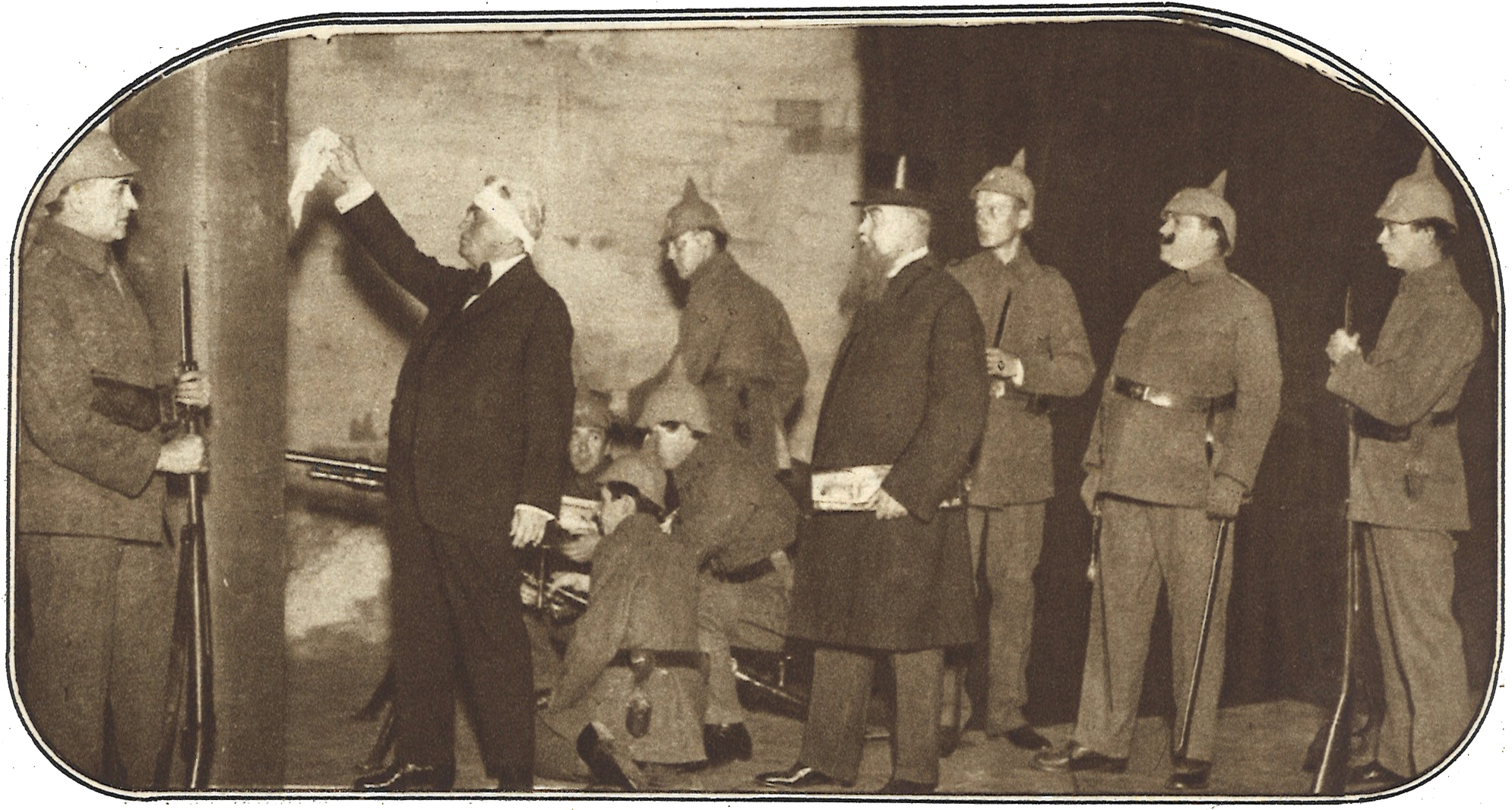
Scen ur Klintbergs uppsättning av Georg Kaisers pjäs Gas på Vasateatern 1925.

Gunnar Fredrik Teodor Klintberg född den 24 maj 1870 i Stockholm, död den 2 april 1936 i Stockholm, var en svensk skådespelare, teaterregissör och manusförfattare.

## Biografi
Efter humanistiska studier vid Uppsala universitet gick Klintberg på Dramatens elevskola 1893–1895 och scendebuterade 1895. Han tillhörde därefter 1895–1926 med några få års avbrott Albert Ranfts teatrar, där han från 1906 även tjänstgjorde som regissör. Från 1929 var han förste regissör vid Kungliga Teatern. Sin främsta insats gjorde han som regissör vid svensk teater, där han iscensatte såväl klassiska som moderna dramer, bland annat Hamlet, Mycket väsen för ingenting, Så tuktas en argbigga, Salome, Dödsdansen och Graven under triumfbågen. 
Klintberg framträdde även som översättare och bearbetare av klassiska scenverk. Gunnar Klintberg var även medarbetare i Svensk uppslagsbok och skrev där om teater och skådespelare.
Han regidebuterade inom filmen 1921 med filmen Elisabet där han även var manusförfattare. 
Klintberg var från 1899 gift med skådespelaren Göta Söderström. De är begravda på Norra begravningsplatsen utanför Stockholm.

## Filmografi

### Regi i urval
- 1921 – Elisabet
- 1921 – Fru Mariannes friare
- 1922 – Lord Saviles brott

### Roller
- 1931 – Markurells i Wadköping

## Teater

### Roller (ej komplett)

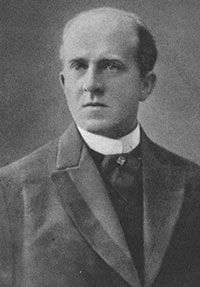
Gunnar Klintberg

| År   | Roll                  | Produktion                                                                                | Regi             | Teater                     |
| ---- | --------------------- | ----------------------------------------------------------------------------------------- | ---------------- | -------------------------- |
| 1894 | Carlo                 | Trettondagsafton eller Hvad ni vill (Twelfth Night, or What You Will) William Shakespeare |                  | Dramatiska Teatern         |
| 1897 | Konstantin Kold       | Ungdomslek Frederik Leth Hansen                                                           |                  | Vasateatern                |
| 1900 | Fritz                 | Fritz Hermann Sudermann                                                                   |                  | Södra Teatern              |
| 1901 | Erik Carlsson, murare | Stiliga Agusta Gustaf af Geijerstam                                                       | Albert Ranft     | Södra Teatern              |
| 1905 | Greve Borck           | Amor och Hymen Tor Hedberg                                                                |                  | Svenska teatern, Stockholm |
| 1905 | Prins Dimitri         | Uppståndelse Lev Tolstoj                                                                  |                  | Svenska teatern, Stockholm |
| 1905 |                       | Lågor i dunklet Enrico Annibale Butti                                                     |                  | Svenska teatern, Stockholm |
| 1906 |                       | Ett hems drama Tor Hedberg                                                                |                  | Svenska teatern, Stockholm |
| 1906 | Sergius Saranoff      | Hjältar George Bernard Shaw                                                               |                  | Svenska teatern, Stockholm |
| 1906 |                       | Bankrutt Felix Philippi                                                                   |                  | Vasateatern                |
| 1907 | Hetsporr              | Henrik IV William Shakespeare                                                             |                  | Svenska teatern, Stockholm |
| 1907 | Bonapartes adjutant   | Vackra Marseillesiskan Pierre Berton                                                      |                  | Vasateatern                |
| 1907 |                       | Lika barn leka bäst Roberto Bracco                                                        |                  | Vasateatern                |
| 1907 |                       | Husarfeber Gustav Kadelburg                                                               |                  | Svenska teatern, Stockholm |
| 1907 |                       | Johannes Hermann Sudermann                                                                |                  | Svenska teatern, Stockholm |
| 1908 | Polyxenes             | En vintersaga William Shakespeare                                                         |                  | Svenska teatern, Stockholm |
| 1908 |                       | Tjuven Max Bernstein                                                                      |                  | Svenska teatern, Stockholm |
| 1908 |                       | Under epåletten Arthur Bernède                                                            |                  | Svenska teatern, Stockholm |
| 1908 | Herr Borneman         | Karen Borneman Hjalmar Bergstrøm                                                          |                  | Svenska teatern, Stockholm |
| 1909 | Biskop Kol            | Bjälbojarlen August Strindberg                                                            | Victor Castegren | Svenska teatern, Stockholm |
| 1909 | Polismästaren         | Moral Ludwig Thoma                                                                        |                  | Svenska teatern, Stockholm |
| 1909 |                       | Djävulens lärjunge George Bernard Shaw                                                    | Karl Hedberg     | Svenska teatern, Stockholm |
| 1909 | Frans Moor            | Rövarbandet Friedrich Schiller                                                            |                  | Svenska teatern, Stockholm |
| 1910 | Hovjägmästaren        | Karlavagnen Tor Hedberg                                                                   |                  | Svenska teatern, Stockholm |
| 1910 | Intrigören            | Nils Ehrensköld Gustaf von Horn                                                           |                  | Svenska teatern, Stockholm |
| 1910 | Oppositionspolitikern | Örnarna Ernst Didring                                                                     | Karl Hedberg     | Svenska teatern, Stockholm |
| 1910 |                       | De ungas förbund Henrik Ibsen                                                             |                  | Svenska teatern, Stockholm |
| 1910 | Carl Fredrik Pechlin  | Min nièce Gustaf von Horn                                                                 |                  | Svenska teatern, Stockholm |
| 1911 | Wallenstein           | Wallenstein Friedrich Schiller                                                            | Gunnar Klintberg | Svenska teatern, Stockholm |
| 1911 | Melchior Sinclair     | Gösta Berlings saga Selma Lagerlöf                                                        | Albert Ranft     | Svenska teatern, Stockholm |
| 1911 |                       | Kärlekens ögon Johan Bojer                                                                |                  | Svenska teatern, Stockholm |
| 1911 | Sigurd den starke     | Kämparna på Helgeland Henrik Ibsen                                                        |                  | Svenska teatern, Stockholm |
| 1912 | Gustav Vasa           | Gustav Vasa August Strindberg                                                             |                  | Svenska teatern, Stockholm |
| 1912 | Kammarherren          | Höga rättvisan Lothar Schmidt                                                             | Sven Söderman    | Svenska teatern, Stockholm |
| 1912 | Tigellinus            | Quo Vadis? Henryk Sienkiewicz                                                             | Gunnar Klintberg | Svenska teatern, Stockholm |
| 1912 |                       | De fem frankfurtarna Carl Rössler                                                         |                  | Svenska teatern, Stockholm |
| 1912 |                       | Monna Vanna Maurice Maeterlinck                                                           |                  | Svenska teatern, Stockholm |
| 1914 | Dunois                | Jungfrun av Orléans Friedrich Schiller                                                    |                  | Svenska teatern, Stockholm |
| 1915 | Grutz                 | Guds gröna jord, Karl Schönherr                                                           | Gunnar Klintberg | Svenska teatern, Stockholm |
| 1917 |                       | Kring drottningen Brita von Horn                                                          | Gunnar Klintberg | Svenska teatern, Stockholm |
| 1919 | Mercutio              | Romeo och Julia (The Tragedy of Romeo and Juliet) William Shakespeare                     | Gunnar Klintberg | Svenska teatern, Stockholm |
| 1922 | Konung Gustaf I       | Gustav Vasa August Strindberg                                                             | Gunnar Klintberg | Svenska teatern, Stockholm |
| 1923 | Melchior Sinclair     | Gösta Berlings saga Selma Lagerlöf                                                        | Gunnar Klintberg | Svenska teatern, Stockholm |
| 1924 |                       | Det levande liket Leo Tolstoj                                                             | Gunnar Klintberg | Svenska teatern            |
| 1925 |                       | Alarmklockan Maurice Hennequin och Romain Coolus                                          | Gunnar Klintberg | Vasateatern                |
| 1926 | Sigismund Ramsvik     | Morfars hus Ejnar Smith                                                                   | Gunnar Klintberg | Vasateatern                |
| 1932 | Överste Eyton         | Kvinnans list Lionel Brown                                                                | Alf Sjöberg      | Dramaten                   |

### Regi (ej komplett)
| År   | Produktion                                      | Upphovsmän                                  | Teater                     |
| ---- | ----------------------------------------------- | ------------------------------------------- | -------------------------- |
| 1911 | Wallenstein                                     | Friedrich Schiller                          | Svenska teatern, Stockholm |
| 1911 | En hustru för mycket                            | Francis de Croisset                         | Svenska teatern, Stockholm |
| 1911 | Gardesofficeren                                 | Ferenc Molnár                               | Svenska teatern, Stockholm |
| 1911 | Den starkaste                                   | Clyde Fitch                                 | Svenska teatern, Stockholm |
| 1912 | Quo Vadis?                                      | Henryk Sienkiewicz                          | Svenska teatern, Stockholm |
| 1915 | Guds gröna jord,                                | Karl Schönherr                              | Svenska teatern, Stockholm |
| 1915 | Lycko-Pers resa                                 | August Strindberg                           | Svenska teatern, Stockholm |
| 1917 | Pärlhalsbandet                                  | Lothar Schmidt                              | Svenska teatern, Stockholm |
| 1919 | Romeo och Julia The Tragedy of Romeo and Juliet | William Shakespeare                         | Svenska teatern, Stockholm |
| 1922 | Kungens dansös                                  | Rudolf Presber och Leo Stein                | Svenska teatern, Stockholm |
| 1922 | Gustav Vasa                                     | August Strindberg                           | Svenska teatern, Stockholm |
| 1923 | Vi och de våra                                  | John Galsworthy                             | Svenska teatern, Stockholm |
| 1923 | Hedda Gabler                                    | Henrik Ibsen                                | Svenska teatern, Stockholm |
| 1923 | Sam Jackson i Paris                             | Maurice Hennequin och Henry de Gorsse       | Svenska teatern, Stockholm |
| 1923 | Lilla modellen                                  | Rudolf Eger                                 | Svenska teatern, Stockholm |
| 1923 | Gösta Berlings saga                             | Selma Lagerlöf Dramatisering Algot Sandberg | Svenska teatern, Stockholm |
| 1924 | Det levande liket                               | Leo Tolstoj                                 | Svenska teatern, Stockholm |
| 1924 | Den farliga leken                               | Alfred Sutro                                | Svenska teatern, Stockholm |
| 1924 | Kinangozi                                       | Prins Wilhelm                               | Svenska teatern, Stockholm |
| 1924 | Marie Odile                                     | Edward Knoblock                             | Svenska teatern, Stockholm |
| 1924 | Det levande liket                               | Leo Tolstoj                                 | Svenska teatern, Stockholm |
| 1924 | Pärlhalsbandet                                  | Lothar Schmidt                              | Svenska teatern, Stockholm |
| 1924 | Den rätta                                       | Ludwig Fulda                                | Svenska teatern, Stockholm |
| 1924 | Säg att det är du                               | Jacques Bousquet och Henri Falk             | Svenska teatern, Stockholm |
| 1924 | Vendetta                                        | Sem Benelli                                 | Svenska teatern, Stockholm |
| 1924 | Graven under Triumfbågen                        | Paul Raynal                                 | Svenska teatern, Stockholm |
| 1925 | Alarmklockan                                    | Maurice Hennequin och Romain Coolus         | Vasateatern                |
| 1925 | Gas                                             | Georg Kaiser                                | Vasateatern                |
| 1925 | Brutna vingar                                   | Pierre Wolff                                | Vasateatern                |
| 1925 | Katarina II av Ryssland                         | Melchior Lengyel och Lajos Bíró             | Vasateatern                |
| 1925 | Brinnande jord                                  | François de Curel                           | Vasateatern                |
| 1926 | Svanevit                                        | August Strindberg                           | Vasateatern                |
| 1926 | Morfars hus                                     | Ejnar Smith                                 | Vasateatern                |
| 1926 | Minna von Barnhelm                              | Gotthold Ephraim Lessing                    | Vasateatern                |
| 1926 | De nya herrarna                                 | Robert de Flers och Francis de Croisset     | Vasateatern                |
| 1926 | Graven under triumfbågen                        | Paul Raynal                                 | Oscarsteatern              |
| 1929 | Volpone                                         | Ben Jonson                                  | Oscarsteatern              |
| 1930 | Gustaf Vasa                                     | August Strindberg                           | Oscarsteatern              |
| 1931 | Kring drottningen                               | Brita von Horn                              | Oscarsteatern              |
| 1932 | Gustaf II Adolf                                 | Gunnar Klintberg                            | Skansens friluftsteater    |

## Översättningar
- Molière: Misantropen (Le misanthrope): komedi på vers i fem akter (Ljus, 1905)
- Friedrich von Schiller: Wallenstein: skådespel i 5 akter med förspel (översatt och till svenska scenens tjänst sammandraget av Gunnar Klintberg, Bonnier, 1917)
- Romain Rolland: Spelet om kärleken och döden (Le Jeu de l'amour et de la mort): skådespel i 12 scener (Bonnier, 1926)
- Paul Raynal: Graven under triumfbågen, (Le tombeau sous l'arc de Triomphe), otryckt översättning för Oscarsteatern (1926)
- Ben Jonson: Volpone, otryckt översättning för Oscarsteatern (1929)
- Paul Géraldy och Robert Spitzer: Den stora kärleken, (Son mari), otryckt översättning för Oscarsteatern (1930)
- Arthur Schnitzler: Paracelsus: versspel i en akt (Bonnier, 1934)
- Gotthold Ephraim Lessing: Minna von Barnhelm: lustspel i fem akter (översättning och radiobearbetning, Radiotjänst, 1936)